# Mir i ljubav
Mir i ljubav (live) prvi je koncertni album grupe S.A.R.S. objavljen 2015. godine za izdavačku kuću Lampshade media.
Album je snimljen za vrijeme koncerta u Domu sportova u Zagrebu 25. listopada 2014. godine. Na ovom albumu nisu sve pjesme s koncerta, a izostavljena je i interakcija s publikom između pjesama. Koncert je bio unaprijed rasprodan, a na samom koncertu bila je odlična atmosfera i u potpunosti je uspio. S.A.R.S. je na koncertu odsvirao bis koji se sačinjavao od pjesme "Buđav lebac" (koja nije na albumu) te ponavljanja pjesama "Lutka" i "Ti, ti, ti".
Album je objavljen kao besplatno izdanje, s internetskim poveznicama za preuzimanje dostupnim na službenoj internetskoj stranici grupe.